# Cécile Thibaut
Cécile Thibaut, née le 22 mars 1967 à Namur, est une femme politique belge wallonne, membre d'Ecolo. De fin septembre 2009 à mai 2019, elle est sénatrice cooptée. Du 27 juin 2019 au 19 juillet 2021, elle est vice-présidente de la Chambre des représentants.

## Biographie
Elle est licenciée en Sciences Biologiques et agrégée de l’enseignement secondaire supérieur (FUNDP);
Guide-nature. 
- 2000-2008 : Secrétaire régionale Neufchâteau-Virton et provinciale Ecolo Luxembourg ;
- 2000-2006 : Administratrice Interlux ;
- Depuis 2007 : Observatrice au conseil du secteur assainissement de l’intercommunale Idelux ;
- Membre du bureau du contrat rivière Semois.

## Carrière politique
- Depuis le 8/10/2000 : Conseillère communale à Étalle[3]
- Du 13/10/2009 au 20/06/2019 : Sénatrice cooptée
- Du 27/06/2019 au 19/07/2021 : Vice-présidente de la Chambre des Représentants